# Tomaszów Lubelski
Tomaszów Lubelski è una città polacca del distretto di Tomaszów Lubelski nel voivodato di Lublino.

## Geografia fisica
Ha una superficie di 13,29 km² e nel 2007 contava 20 222 abitanti.

## Storia
La città si trova nel voivodato di Lublino dal 1999, mentre dal 1975 al 1998 ha fatto parte del voivodato di Zamość. È il capoluogo del distretto di Tomaszów Lubelski.

## Sport
TKS Tomasovia Tomaszów Lubelski è il football club della città fondato nel 1923 e milita nella III Liga, Group Lublino-Precarpazi.